# 와이오밍주의 대학 목록
다음은 미국 와이오밍주의 대학 목록이다.
- 캐스퍼 칼리지
- 센트럴 와이오밍 칼리지
- 이스턴 와이오밍 칼리지
- 노스웨스트 칼리지
- 웨스턴 와이오밍 커뮤니티 칼리지
- 와이오밍 대학교

## 같이 보기
- 미국의 대학 목록
- 대학 목록